# Nachschubtruppe von Wehrmacht und Waffen-SS

Standarte der Versorgungseinheiten der Wehrmacht in der Waffenfarbe „hellblau“

Die Nachschubtruppe war eine Truppengattung des Heeres der deutschen Wehrmacht und Waffen-SS, die gemäß Verfügung des Oberkommandos der Wehrmacht vom 14. Oktober 1942 zu den Versorgungstruppen des Heeres zählte und mit Fahrtruppe, Verwaltungs- und Sanitätseinheiten die Rückwärtigen Dienste eines Großverbandes bildete. Zum Einsatz kam sie hauptsächlich während des Zweiten Weltkriegs von 1939 bis 1945.

## Überblick
Im Ersten Weltkrieg wurde die Truppe frontnah über bespannte Munitionskolonnen und Trains der Feldformationen des Heeres versorgt; die Anschlussversorgung erfolgte über Eisenbahn und Kraftfahrformationen, die zu den Verkehrstruppen zählten und direkt der Obersten Heeresleitung unterstanden.
Ab 1926 wurde in der Reichswehr die Motorisierung auch der Nachschubdienste geplant, sie kam jedoch erst mit Aufbau der Wehrmacht ab 1935 zum Tragen. Ausbildungs- und Einsatzgrundsätze wurden zunächst beim Fahrausbildungskommando der Kavallerieschule in Hannover gelehrt, ab 1937 entstand dann die Heeres-Nachschubschule (ab 1938 Fahrtruppenschule, ab 1939 mit Fahrtruppen-Lehrabteilung) als eigenständige Ausbildungseinrichtung.

## Einsatzgrundsätze
Zuführung und Abschub von Waffen und Gerät auf Heeresgruppen- und Armee-Ebene erfolgte meist per Bahn- oder auch Schiffstransport zu den Parken und Zweigparken, geführt durch die Quartiermeister der entsprechenden Großverbände. Heeres-, Armee- und Korpsnachschubkolonnen sorgten für den Transport zu den Gerätesammelstellen der unterstellten Großverbände.
Von dort ab erfolgte durch Abholung die frontnahe Versorgung durch die „Nachschubdienste“ der Einsatzdivisionen. Diese wurden durch den Divisions-Nachschubführer („Dinafü“), ab 1942 Kommandeur der Nachschubtruppen geführt. Der Dinafü hatte für die reibungslose Versorgung der Truppe zu sorgen und befahl Einrichtung und Betrieb von Verpflegungs-, Tank- und Munitionsausgabestellen. Dabei arbeitete er mit dem Divisions-Intendanten für die Verwaltungstruppen (Feld-Bäckerei- und Feld-Schlachterei-Kompanien), dem Divisionsarzt (Lazarett- und Krankentransporteinheiten) und den Stabsstellen der fechtenden Truppe zusammen, um durch Anknüpfung an deren Versorgungsdienste die Versorgung bis hin zur Hauptkampflinie sicherzustellen.
Wesentlich gegenüber heute ist, dass der Nachschub bis zu den Regimentern vorgeführt werden musste, da diese nicht wie heute jedes Bataillon mit einer Stabs- und Versorgungskompanie und jede Brigade mit einer Transportkompanie über eigene Logistikkräfte verfügten. Dies gestaltete sich insbesondere im Bewegungsgefecht schwierig, da deren Standorte durch die Gefechtshandlungen häufiger wechselten.
Auf dem Marsch bildete der „Dinafü“ mit den Divisionsnachschubkolonnen und den rückwärtigen Diensten der Division grundsätzlich gemeinsame Marschstaffeln; allerdings wurden die mit der Grundbeladung an Artilleriemunition beladenen Nachschubkolonnen als Gefechtstaffeln in die Kolonnen der Artillerie eingegliedert.

## Gliederung und Stärke

### Grundgliederung
Zur Nachschubtruppe zählten auf Divisionsebene
- Nachschubkolonnen (später Kraftfahr- bzw. Fahrabteilungen), die für den Transport von Munition, Verpflegung, Waffen, Bekleidung und Ausrüstung sowie den Abschub von Schad- und Beutegerät und Leergut sowie in vielen Fällen auch den Abtransport von verwundeten Soldaten und Pferden sorgten.
- Nachschubkompanien für den ortsfesten Betrieb von Ausgabestellen und den Umschlag von Material.
- Werkstattkompanien für die feldmäßige Instandsetzung.

1944/45 erfolgte zunehmend die Zusammenfassung der Versorgungstruppen der Frontdivisionen zu Divisions-Versorgungsregimentern.

#### Nachschubkolonnen
Hierzu zählten die an Straßen und feste Wege gebundenen kleinen und großen Kraftwagen- und Betriebsstoffkolonnen mit mittleren und schweren Pritschen-LKW von insgesamt 3 oder 6 Tonnen Nutzlast, einem Fahrbereich von 150 km pro Tag und einer Marschgeschwindigkeit von 25 bis 30 km/h. Spezialfahrzeuge wie Tankwagen kamen – außer bei der Luftwaffe – kaum zum Einsatz, so musste auch der Betriebsstoff in 200-l-Fässer und 20-l-Einheitskanister aus Tankkesselwagen der Eisenbahn umgefüllt und auf Pritschenfahrzeuge umgeladen werden. Eingesetzt wurden überwiegend die geländegängigen 3-Tonner der Typen Opel, Ford, Mercedes, Borgward, KHD und Büssing-NAG. Weit überwiegend wurden mit Pferden, in seltenen Ausnahmefällen sogar mit Zugochsen, bespannte Fahrkolonnen eingesetzt. Bei hohem Mannschafts- und Pferdebedarf erzielten die Fahrkolonnen wesentlich geringere Marschgeschwindigkeit, waren dafür aber nicht unbedingt auf befestigte Straßen und hinreichende Betriebsstoffversorgung angewiesen. Als Fahrzeuge dienten neben Heeresfeldwagen vielfach handels- oder landestypische Fuhrwerke wie Panjewagen oder Schlittenfahrzeuge. Im Gebirge und abseits von Straßen erfolgte die Verlastung auf Tragtiere für etwa 50–80 kg Last, auf Infanteriefahrzeuge und Infanteriekarren, kleine Feldwagen, Handwagen und Gebirgskarren sowie Schlitten.

#### Nachschubkompanien
Entladung, Umschlag und Verladung übernahm die den Divisions-Nachschubkompanie (auf Armee-Ebene Nachschubbataillon), so dass Fahrer und Beifahrer den dafür erforderlichen Zeitraum für den technischen Dienst an den Kraftfahrzeugen bzw. die Versorgung der Pferde nutzen konnten.

#### Werkstattkompanien
Hinzu kamen die von Werkstattkompanien, Kraftwagen-Werkstattzügen und Waffenmeister-Zügen betriebenen Feldwerkstätten, oft in direkter Anlehnung an die Materialausgabestellen.

#### Nachschubdienste
Die Nachschubdienste unterhalb der Regimentsebene gehörten nicht zur Nachschubtruppe, sondern waren in die Verbände und Einheiten integriert und unterstanden deren Kommando. In den Kompanien, –batterien und -schwadronen des Feldheeres erfolgte die Versorgung bis zum Soldaten über die Truppe selbst mit leichten Kolonnen und Gefechts-, Verpflegungs-, Gepäcktross. Dazu zählten der Schirrmeister, der Waffen- und Geräte-Unteroffizier, der Feldküchentrupp, Rechnungsführer, Schuhmacher, Schneider, Sattler und – bei berittenen/bespannten Einheiten – der Futtermeister.

### Kriegsstärke
Die bei Kriegsausbruch noch immer meist bespannten Nachschubeinheiten wurden im Zuge der materiellen Mobilmachung durch Einzug zahlreicher ziviler Pkw und Lkw zunehmend motorisiert. Zu diesem Zeitpunkt betrug die Stärke der Nachschubtruppe bei Feld- und Ersatzheer etwa 244.000 Soldaten und machte etwa 6 % der Gesamtstärke des Heeres aus. Sie erreichte 1943 mit etwa 350.000 Mann ihren größten Umfang, darunter:
- 191 Divisions-Nachschubführer mit 180 Divisions-Nachschubkompanien
- 54 Kraftfahrkompanien
- 62 Kraftfahrkolonnen
- 13 Betriebsstoffkolonnen
- 85 bespannte Fahrschwadronen
- 398 bespannte Fahrkolonnen
- 285 bespannte leichte Fahrkolonnen
- 13 Gebirgs-Karrenkolonnen
- 2 Tragtierkolonnen

Hinzu kamen Transportkapazitäten des NSKK und des Transportkorps Speer.

## Einsatz im Zweiten Weltkrieg

### Herausforderungen im Fronteinsatz

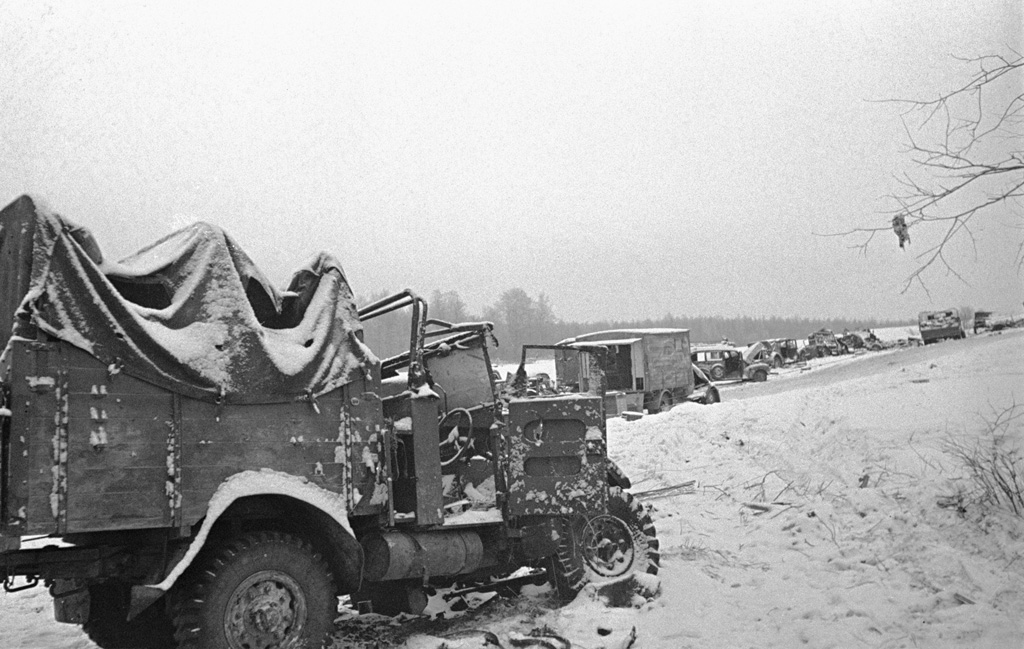
Vernichtete Nachschubkolonne vor Moskau

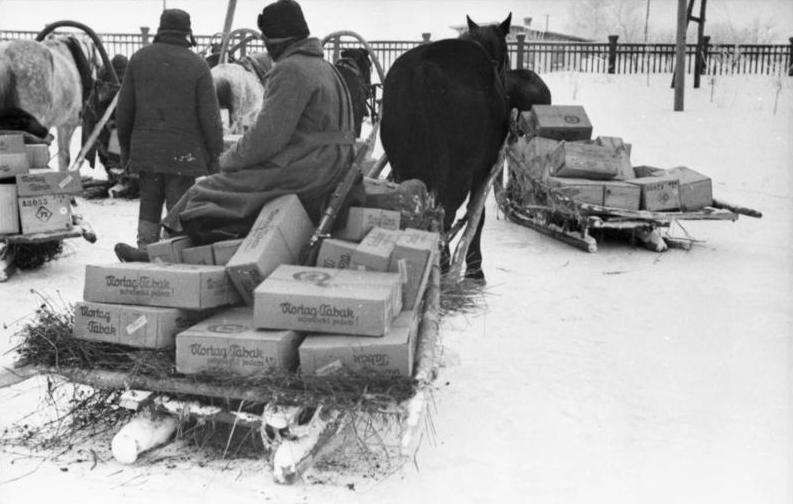
Schlittentransport von Versorgungsgütern

Die Organisation des Nachschubs stellte Quartiermeister und Nachschubtruppe insbesondere ab 1941 vor unlösbare Probleme, die maßgeblich zur deutschen Niederlage beitrugen: Im Osten und auf dem Balkan behinderten jahreszeitlich bedingte Schwierigkeiten wie die Rasputiza im Frühjahr und im Herbst mit den nachfolgenden winterlichen Wetterverhältnissen den Versorgungsverkehr oder brachten ihn sogar zum Erliegen: Im Sommer verursachte die Staubentwicklung bei trockenem Wetter auf unbefestigten Pisten stetige Verschleißschäden an den Kraftfahrzeugen, in Frühjahr und Herbst machten Schlamm und Überschwemmungen Wege und Pisten nahezu unpassierbar, im Winter froren bei Extremfrost Motoren und Getriebeteile der Kraftfahrzeuge ein.
Das Bahnnetz war zu weitmaschig, außerdem musste aufgrund unterschiedlicher Spurweiten ab der ehemaligen polnisch-russischen Grenze auf erbeutetes sowjetisches Bahnmaterial zurückgegriffen werden.
Das ebenfalls kaum ausgebaute Straßennetz bestand neben wenigen Autobahnen wie der Magistrale Brest-Minsk-Moskau überwiegend aus von Pionieren oder RAD-Einheiten hergestellten Rollbahnen, Knüppeldämmen und unbefestigten Wegen; zahlreiche Sumpfgebiete und Wasserläufe waren zu überqueren, was die Transporte verlangsamte und verzögerte, Hinterhalte und Zerstörungen durch Partisanen begünstigte und Unfälle durch ständige Übermüdung der Kraftfahrer oder Überlastung der Fahrzeuge hervorrief. Im Bereich der besonders gefährdeten Heeresgruppe Mitte fiel im Sommer 1941 pro Versorgungsfahrt jedes dritte Fahrzeug aus.
Der Mangel an Transportfahrzeugen – die eingesetzten Verbände wiesen zu Beginn des Feldzuges einen Fehlbestand von etwa 6.000 Kraftfahrzeugen aus – zwang zum improvisierten Einsatz einer bunten Vielfalt nur bedingt kriegstauglicher ziviler oder erbeuteter Lkw aller Typen: ca. 40 von 200 Divisionen waren bereits beim Angriff auf Russland im Juni 1941 mit britischen oder französischen Kraftfahrzeugen ausgestattet; chronische Probleme bei Instandhaltung und Ersatzteilversorgung waren die Folge. Gleichzeitig erfolgte der Einsatz von geländegängigen LKW im Bestand der Luftwaffe und Marine im Westen, während vom Heer französische Beute-LKW im Osten eingesetzt wurden.
Unwegsame Frontabschnitte konnten nur durch bespannte Kolonnen, oft mit landesüblichen Fuhrwerken, versorgt werden. Im Verlauf der Operationen mussten zudem wiederholt abgeschnittene Einheiten und Großverbände – etwa bei Cholm, Demjansk und auf der Krim – behelfsmäßig per Lufttransport versorgt werden, was angesichts unzureichender Kräfte der Transportflieger zum Untergang der 6. Armee in Stalingrad beitrug.
In Nordafrika war die Nachschuborganisation nicht weniger problematisch. Der See- und Lufttransport von Italien nach Nordafrika war aufgrund systematischer nachrichtendienstlicher Erkenntnisse durch alliierte Spionageverbindungen in das italienische Flottenkommando und der Entzifferung des deutschen Funkcodes gezielten Angriffen durch überlegene Luft- und Seestreitkräfte ausgesetzt. Eine Niederkämpfung des den Seetransport besonders gefährdenden Luftwaffen- und Seestützpunkt Malta während der Belagerung von Malta mit dem geplanten Unternehmen Herkules erfolgte auch auf Betreiben von Rommel nicht.
Erreichten die Transporte dennoch einen der wenigen Zielhäfen bei Tunis, Benghazi oder Tobruk, so mussten die Nachschubkolonnen anschließend die Güter über extreme Distanzen der Truppe zuführen. Bahnlinien standen kaum zur Verfügung. Zusätzlich hatte die Nachschubtruppe nicht nur große Mengen an Trinkwasser zu transportieren, sondern auch der Kraftstoff- und der Ersatzteilbedarf waren immens, da die militärischen Operationen nahezu ausschließlich mit motorisierten Einheiten durchgeführt wurden. Mehr noch als in Russland litten die Motoren im Wüstenkrieg unter der enormen Staubentwicklung; der große Verschleiß an deutschen und italienischen LKW konnte nur notdürftig durch Einbeziehung von Beutefahrzeugen kompensiert werden. Nachschubkolonnen waren auf die Via Balbia als einzige befestigte Fernstraße in Libyen und sandige Wüstenpisten angewiesen, auf denen sie wegen der weit sichtbaren Staubfahnen und des deckungslosen Geländes zum Ziel feindlicher Luftangriffe wurden.
Nach den alliierten Landungen in Italien und Frankreich lähmte die zunehmende alliierte Luftüberlegenheit Truppenbewegungen und Versorgungsverkehre, gefahren wurde schließlich wenn möglich nur noch bei Nacht. Auch die Zerstörung der logistischen Infrastruktur – Brücken, Umschlagsplätzen, Bahnlinien, Depots und Versorgungseinrichtungen – durch Bombenangriffe erschwerten die hinreichende Versorgung der Truppe. Bei der Ardennenoffensive Ende 1944 war die Operationsführung daher von vornherein auf die rechtzeitige Erbeutung alliierter Betriebsstoffvorräte angewiesen, um die Versorgung der Truppe sicherstellen zu können.
Gegen Kriegsende erhöhten sich daher die Verluste insbesondere an Gefechtsfahrzeugen, da diese immer häufiger wegen Munitions-, Sprit- und Ersatzteilmangel ausfielen und von ihren Besatzungen gesprengt oder aufgegeben werden mussten.

### Ziegler-Kommission
Mitte März 1944 wurde unter Leitung von General Heinrich Ziegler eine Kommission unter Mitarbeit von führenden Großindustriellen gebildet um die rückwärtigen Dienststellen der Wehrmachtsteile zu überprüfen und effizienter zu gestalten und so Soldaten für die Front freizumachen.
Es wurden folgende Kommissionen mit jeweiligen Leiter gebildet:
- Nachschub (Waffen, Munition, Geräte, Kraftfahrzeuge) (Hermann Röchling)
- Wehrmachtsstransportwesen (Albert Vögler)
- Verpflegung (Carl Krauch)
- Kfz-Instandsetzungswesen (Walter Jander)
- Feldzeugwesen (Mergell)
- Bauwesen (Paul Pleiger)
- Bekleidung (Wilhelm Achter)
- Haushalt, Besoldung, Abrechnung

Mitte Juli 1944, kurz bevor seiner Ernennung zum „Reichsbevollmächtigten für den totalen Arbeitseinsatz“, trug die Ziegler-Kommission ihre Resultate Joseph Goebbels vor. Dieser notierte in seinem Tagebuch, dass die Wehrmacht einen „unerhörten Menschenluxus“ betreibe. Laut Albert Speer hatte Ziegler mit seinen Bemühungen wenig Glück. Der Ruf des Heeres nach einheitlichen Wehrmachtsorganisation wurde nicht auch nur andeutungsweise erfüllt. Laut Oswald Pohl hätte man statt den sechs Kommissionen mit über 100 Menschen, besser einen ganz erfahrenen, aber hart entschlossenen Verwaltungsmann als Vereinfachungsdiktator einsetzen sollen.